# Truppenübungsplatz

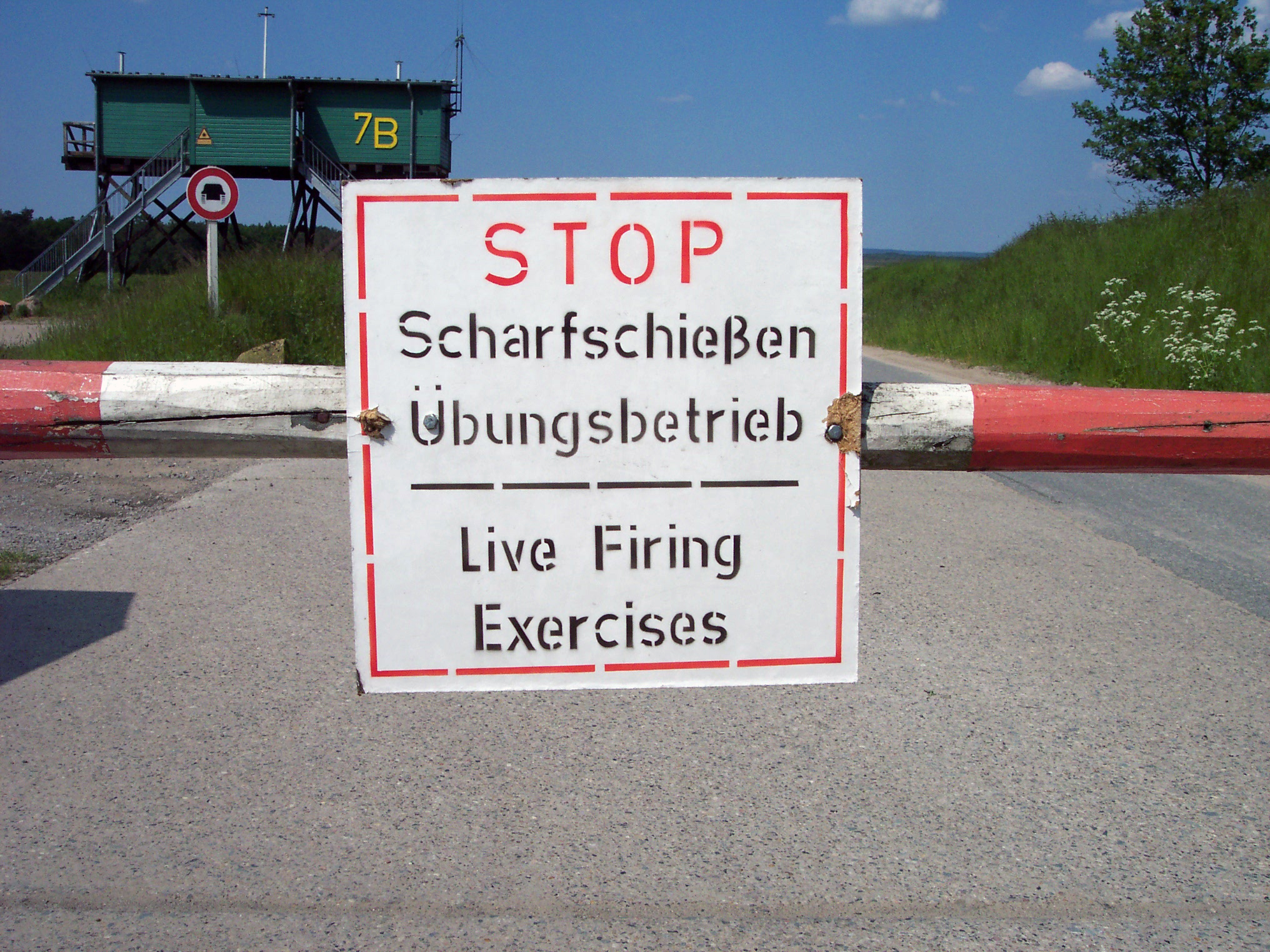
Schild auf dem TrÜbPl Bergen, Deutschland

Truppenübungsplätze (TrÜbPl (D); TÜPl (A)) sind, im Gegensatz zu Standortübungsplätzen, größere staatseigene Landflächen zur militärischen Nutzung mit Unterkünften für die übende Truppe („Truppenlager“) und mit Anlagen, die es Soldaten aller Teilstreitkräfte und Truppengattungen ermöglichen, eine wirklichkeitsnahe Gefechtsausbildung mit Übungs- und Gefechtsmunition gegebenenfalls von Außenfeuerstellungen durchzuführen.

## Truppenübungsplätze in Belgien
- Truppenübungsplatz Elsenborn, 28 km², Gemeinde Bütgenbach
- Truppenübungsplatz Bervelo
- Truppenübungsplatz Lagland
- Truppenübungsplatz Marche-En-Famenne

## Truppenübungsplätze in Deutschland
Die Truppenübungsplätze in Deutschland bieten Übungsmöglichkeiten für die einsatzorientierte Ausbildung der Truppe. Zudem stehen sie im Rahmen der Landes- und Bündnisverteidigung für den Aufwuchs von gekaderten Truppenteilen bereit.
Für die militärische Ordnung auf dem Truppenübungsplatz, die Verteilung der einzelnen Schießbahnen, Übungsräume und Ausbildungseinrichtungen sorgt die ständig eingesetzte Truppenübungsplatzkommandantur oder kurz Kommandantur. Die Grenzen der Truppenübungsplätze sind durch Schilder gekennzeichnet; der Zutritt ist wegen der Gefahr durch Blindgänger-Munition grundsätzlich untersagt. Die größten Truppenübungsplätze in Deutschland sind Bergen, Altmark (Colbitz-Letzlinger Heide), Grafenwöhr, Munster Nord/Süd und Oberlausitz.
Truppenübungsplätze sind grundsätzlich militärische Sicherheitsbereiche. Einzelne Geländeteile, meistens Außenfeuerstellungen, können auch nur militärische Bereiche sein.

### Bereiche Truppenübungsplatzkommandanturen
Seit dem 1. Januar 2015 sind die Bereiche der Truppenübungsplatzkommandanturen NORD, OST und SÜD aufgestellt. Sie wurden von 2013 bis 2022 durch das Kommando Territoriale Aufgaben der Bundeswehr und von Oktober 2022 bis März 2025 durch das Territoriale Führungskommando der Bundeswehr in Berlin geführt. Seit dem 1. April 2025 unterstehen sie dem neu aufgestellten Unterstützungskommando der Bundeswehr in Bonn. Die Kommandeure der Bereiche führen die unterstellten Truppenübungsplätze und stellen die regionale Koordinierung sicher. Sie steuern die Auslastung der Truppenübungsplätze des jeweiligen Bereichs im Hinblick auf Belegungsplanung und Ressourcensteuerung.
Die unterstellten Truppenübungsplätze werden durch Kommandanten geführt. Diese tragen die Betreiberpflichten, stellen den Betrieb des Truppenübungsplatzes sicher und schaffen die Rahmenbedingungen zur Durchführung von Schieß- und Übungsvorhaben der Nutzer.

#### Bereich NORD
Der Bereich NORD mit Standort in Lohheide ist zuständig für die Plätze in Niedersachsen, Nordrhein-Westfalen und Schleswig-Holstein. Ihm sind die Truppenübungsplatzkommandanturen Bergen, Munster, Putlos mit Außenstelle Todendorf, die Luft-/Bodenschießplatzkommandantur Nordhorn und der Deutsche Militärische Vertreter (DMV) Senne unterstellt.

#### Bereich OST
Der Bereich OST mit Standort in Klietz ist zuständig für die Plätze in Mecklenburg-Vorpommern, Brandenburg, Sachsen und Sachsen-Anhalt. Ihm sind die Truppenübungsplatzkommandanturen Jägerbrück, Klietz, Lehnin, Altengrabow und Oberlausitz unterstellt.

#### Bereich SÜD
Der Bereich SÜD mit Standort in Wildflecken ist zuständig für die Plätze in Baden-Württemberg, Bayern und Rheinland-Pfalz. Ihm sind die Truppenübungsplatzkommandanturen Wildflecken, Hammelburg, Heuberg, Baumholder und der Deutsche Militärische Vertreter (DMV) Grafenwöhr unterstellt.

#### Unter Verwaltung von NATO-Partnern
- Truppenübungsplatz Haltern (britisch) bis 31. Mai 2015
- Truppenübungsplatz Hohenfels (amerikanisch)

### Baden-Württemberg

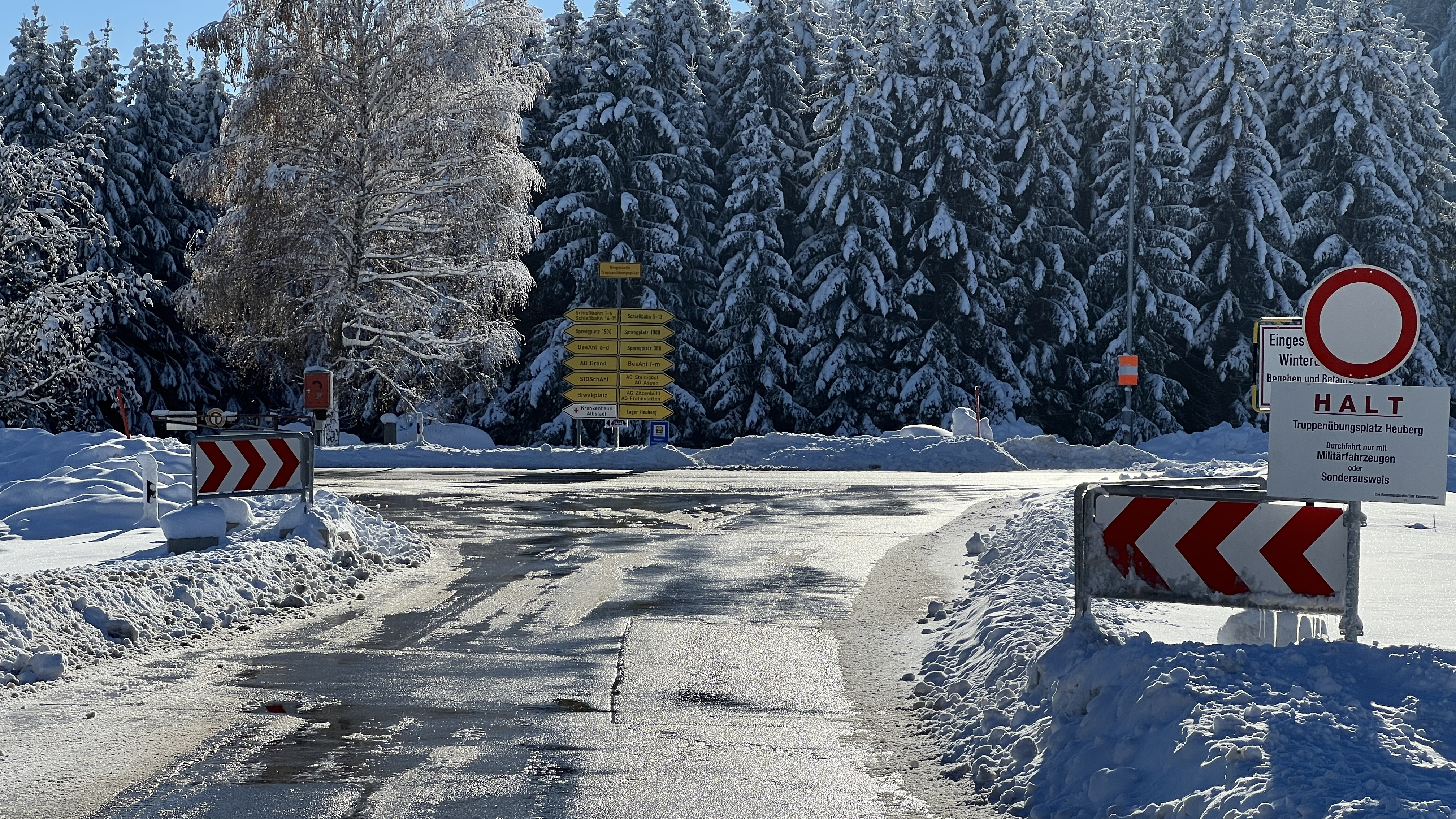
Einfahrt auf die Ringstraße des TrÜbPl Heuberg bei Meßstetten

- Einfahrt auf die Ringstraße des TrÜbPl Heuberg bei Meßstetten TrÜbPl Heuberg,[1] 47,9 km², Baden-Württemberg

Auf einem Hochplateau Großer Heuberg auf der Schwäbischen Alb gelegen, wird das Areal von den Ortschaften Albstadt im Norden, Stetten am kalten Markt mit Lager Heuberg und Alb-Kaserne im Südosten und Meßstetten mit der ehemaligen Zollernalb-Kaserne (bis 2013: Luftwaffe mit Luftraumüberwachung im Bunker Martin innerhalb des TrÜbPl) im Nordwesten eingerahmt. Der Übungsplatz wurde zeitgleich mit dem Lager Heuberg zwischen 1910 und 1916 für das XIV. (Badische) Armee-Korps errichtet und bis auf eine Demilitarisierung zwischen Ende des Ersten Weltkrieges und 1933 durchgehend militärisch genutzt. Im Ersten und Zweiten Weltkrieg war auf dem Übungsplatz auch jeweils ein Kriegsgefangenenlager eingerichtet worden sowie Anfang 1933 vom NS-Regime ein sogenanntes Schutzhaftlager. Von 1945 bis 1959 war der Platz unter französischer Verwaltung. Die letzte französische Armeeeinheit rückte 1997 aus dem Lager Heuberg ab. Bis um die Jahrtausendwende hauptsächlich für die Panzertruppe, wird der TrÜbPl heute vielfältig genutzt. Neben übender Truppe aus allen Teilen der Bundeswehr bietet der TrÜbPl Übungsmöglichkeiten für Bundeswehrfeuerwehr und zivilen Feuerwehren (freiwillige und Berufsfeuerwehren sowie Flughafenfeuerwehr), die Bundes- und Landespolizei, den Kampfmittelräumdienst und das Technische Hilfswerk.

### Bayern

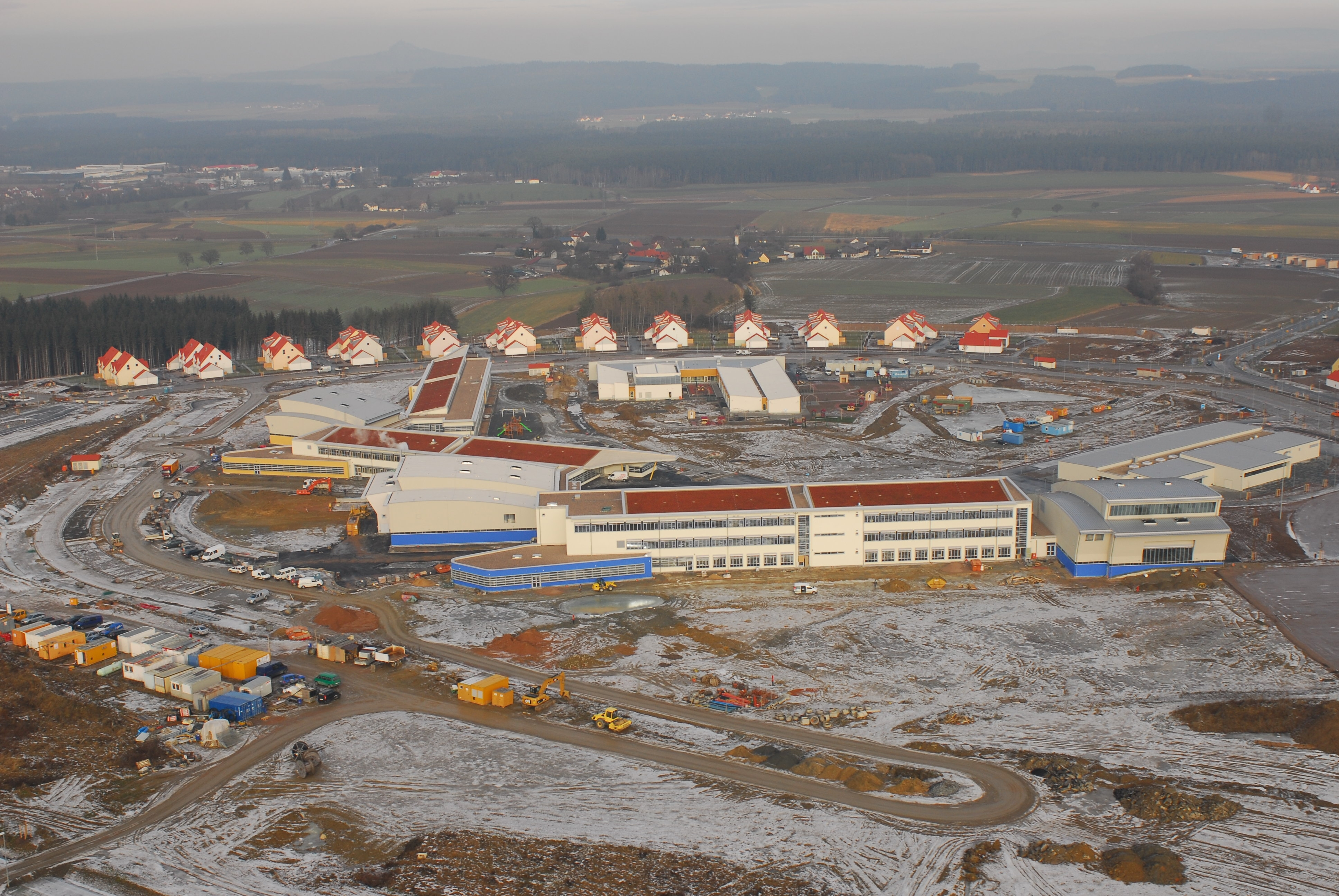
Neubau von städtischen Einrichtungen in Grafenwöhr

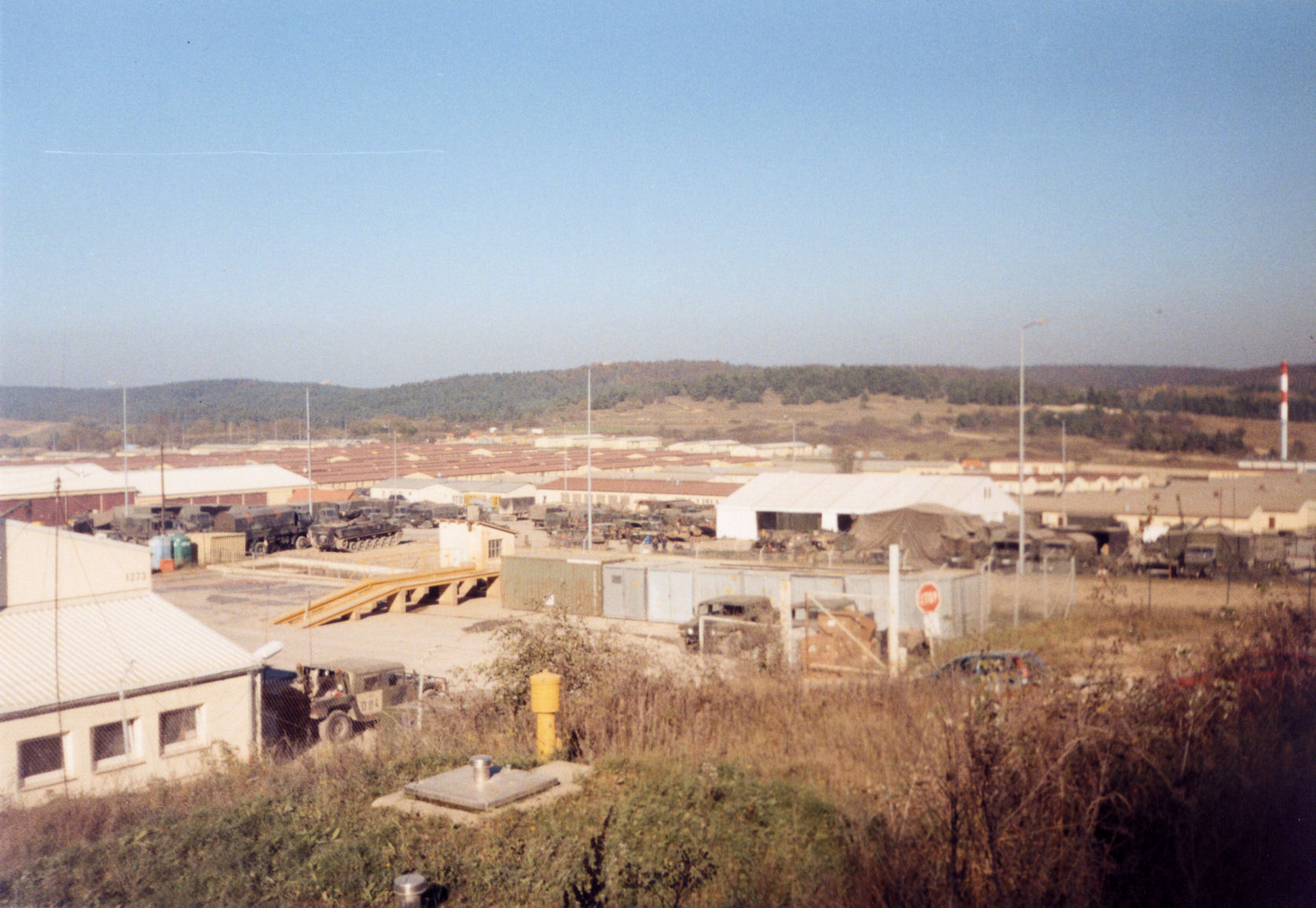
Baracken in Hohenfels

- TrÜbPl Grafenwöhr,[1] 233 km²[2], Oberpfalz

Der Truppenübungsplatz Grafenwöhr liegt in der nördlichen Oberpfalz (Nordbayern); 226 km². Geschichte: Gründung des Platzes 1908 (für das III. Armee-Korps der Kgl. Bayer. Armee). Ausgelegt für 4800 Mann und 1200 Pferde. Kriegsgefangenenlager für 23.600 Gefangene im Ersten Weltkrieg. Von 1919 bis 1935 Nutzung durch die Reichswehr, bis 1945 durch die Wehrmacht. Ende der 1930er Jahre Erweiterung von 90 auf 234 km². Schwere Bombardierungen im April 1945. Nach dem Zweiten Weltkrieg Nutzung durch die US Army sowie Streitkräfte anderer NATO-Staaten. Verwaltet wird der Platz von der Dienststelle Deutscher Militärischer Vertreter (DMV). Auf dem Übungsplatz werden hauptsächlich Schießübungen durchgeführt, von Kleinkaliberwaffen bis zu Artillerieraketen existieren alle möglichen geeigneten Schießbahnen und Außenfeuerstellungen. Über der zentralen Impact Area A werden auch regelmäßig Bombenabwürfe geübt. Bis auf wenige Tage im Jahr herrscht ständiger Übungsbetrieb. Auch nachts ist der Geschützdonner weithin zu hören.
- TrÜbPl Hammelburg,[1] 40 km², Unterfranken

Eine Besonderheit hier ist das Übungsdorf Bonnland. Es handelt sich hierbei um ein abgesiedeltes Dorf, welches als Ortskampfanlage, aber auch als Übungsgelände für benachbarte Einheiten der Feuerwehr und des THW Verwendung findet. Die Kirche des Dorfes ist nicht profaniert, auf Wunsch finden dort z. B. Trauungen statt.
- TrÜbPl Hohenfels,[1] 160 km², Oberpfalz

Der Truppenübungsplatz Hohenfels ist einer der größten Truppenübungsplätze Deutschlands. Der Truppenübungsplatz steht unter amerikanischer Verwaltung.
Der Hauptstützpunkt befindet sich in dem ehemaligen Weiler Albertshof. Auch in Hohenfels gibt es Übungsdörfer, die noch die ursprünglichen Namen wie Raversdorf und Kittensee tragen. Sie werden sowohl von der US-Armee, der Bundeswehr und anderen NATO-Einheiten, der Truppenübungsplatz-Feuerwehr (welche ausschließlich aus deutschen Feuerwehrleuten besteht, aber mit US-amerikanischer Ausrüstung arbeitet), sowie der Freiwilligen Feuerwehr Hohenfels zu Übungszwecken benutzt. Als Besonderheit gibt es Sonderübungsbereiche, in denen die Reaktion auf Überfälle auf Konvois in engen Gassen und auf Autobahnabschnitten ausgebildet wird sowie künstliche Tunnelsysteme, in denen Spezialkräfte üben können. Seit August 2015 ist es außerdem Transportflugzeugen möglich, taktische Landungen auf einer Schotterpiste zu üben.
- TrÜbPl Wildflecken,[1] 72 km², Unterfranken

Im Länderdreieck Bayern, Thüringen, Hessen gelegen. Angrenzende Gemeinden sind Gersfeld, Motten, Wildflecken. Dieser TrÜbPl liegt ebenso wie Hammelburg im Landkreis Bad Kissingen. Ca. 18 km² des Platzes liegen im Bundesland Hessen. Die Grenze zwischen Bayern und Hessen zieht sich direkt über das Hauptzielgebiet Dammersfeldkuppe.

### Brandenburg
- TrÜbPl Lehnin,[1] knapp 75 km², West-Brandenburg.

Der Truppenübungsplatz wird von der Truppenübungsplatzkommandantur Ost in Klietz geführt.

### Mecklenburg-Vorpommern
- TrÜbPl Jägerbrück,[4] 87 km², Vorpommern (bei Torgelow)

Der Truppenübungsplatz Jägerbrück wurde im Jahr 1952 durch das Ministerium des Inneren der DDR eingerichtet. 1956 ging der Platz an die NVA, welche ihn bis zur Übergabe an die Bundeswehr 1991 nutzte. Im Zuge der Neuausrichtung der Bundeswehr war der Platz zeitweise geschlossen.

### Niedersachsen

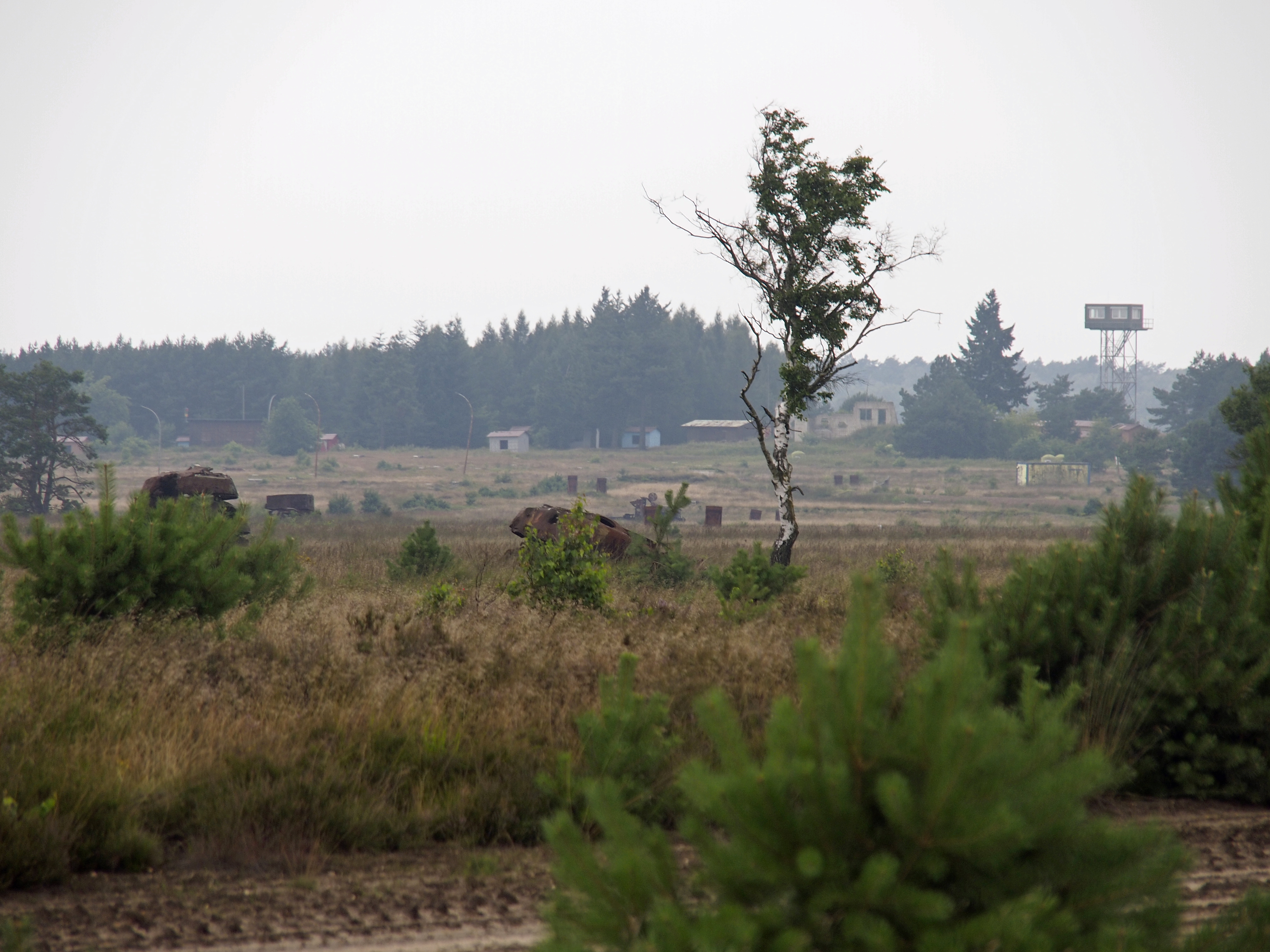
Schießbahn TrÜbPl Munster Süd

- TrÜbPl Bergen,[1] 284 km², in der Lüneburger Heide

Dies ist der größte Truppenübungsplatz in Deutschland; er wird von vielen NATO-Truppen genutzt.
- Luft-/Bodenschießplatz Nordhorn[1]
- TrÜbPl Munster,[1] 176 km², unterteilt in Munster Nord (102 km²) und Süd (74 km²) (Ausbildungszentrum Munster)

Die erste Belegung des Platzes (Lagers) erfolgte im Juni 1893 durch das Infanterieregiment 91 aus Oldenburg unter seinem Kommandeur Oberst Paul von Hindenburg, dem späteren Reichspräsidenten.
- Die Wehrtechnische Dienststelle 91 bei Meppen ist trotz ihrer Größe kein Truppenübungsplatz, sondern eine Erprobungsstelle.

### Nordrhein-Westfalen
- TrÜbPl Senne,[1] 116 km² (unter britischer Kommandantur)

Der Truppenübungsplatz Senne befindet sich nördlich von Paderborn, wo sich weiterhin 2 Standorte der Britischen Streitkräfte in Deutschland befinden.

### Rheinland-Pfalz
- TrÜbPl Baumholder,[1] ca. 118 km², Westrich

Angrenzende Städte sind Baumholder und Idar-Oberstein. Der Truppenübungsplatz wird von der Bundeswehr verwaltet; es finden aber auch Übungen von anderen NATO-Staaten auf dem Gelände statt. Zum Truppenübungsplatz gehören auch zwei Außenfeuerstellungen für die Artillerie in der Nähe von Eckersweiler und Reichenbach (bei Baumholder).

### Sachsen
- TrÜbPl Oberlausitz,[1] 163,5 km², südlich von Weißkeißel

Der heutige Übungsplatz ist einer der modernsten TrÜbPl der Bundeswehr. Auf dem Platz können 2.350 Soldaten untergebracht werden. Das Gebiet wurde erst nach dem Zweiten Weltkrieg, von der Sowjetarmee, zum Übungsplatz umfunktioniert. Nach einer Nutzung durch Kasernierte Volkspolizei und NVA übernahm die Bundeswehr 1990 den Platz.

### Sachsen-Anhalt
- TrÜbPl Altengrabow,[1] 90 km², im Jerichower Land

Der TrÜbPl bei Altengrabow wurde bis 1994 von der Gruppe der Sowjetischen Streitkräfte in Deutschland (10. Garde-Panzerdivision) genutzt. Heute ist er ein Übungsplatz der Bundeswehr. Ein Teil des Geländes befindet sich auf dem Gebiet des Landes Brandenburg. Der Truppenübungsplatz wird von der Truppenübungsplatzkommandantur Ost in Klietz geführt.
- TrÜbPl Altmark,[1] 232 km², in der Colbitz-Letzlinger Heide

Der TrÜbPl Altmark zählt zu den großen Übungsplätzen in Deutschland. Er steht mit einer Ausdehnung von 23.220 ha nach Bergen und Grafenwöhr an dritter Stelle. Der Platz wird grundsätzlich durch das Gefechtsübungszentrum Heer kurz GÜZ der Bundeswehr genutzt und verwaltet.
- TrÜbPl Klietz,[1] 90 km², im Schollener Land

Der Übungsplatz liegt in der Nähe der Ortschaft Klietz und befindet sich zu etwa zwei Dritteln auf dem Gebiet Sachsen-Anhalts sowie zu etwa einem Drittel auf dem Gebiet Brandenburgs. Die örtliche Truppenübungsplatzkommandantur Ost führt die Truppenübungsplätze Klietz, Lehnin, Altengrabow und Oberlausitz.

### Schleswig-Holstein
- TrÜbPl Putlos,[1] 12,5 km², Kreis Ostholstein

Der Truppenübungsplatz Putlos mit einer Außenstelle Todendorf in Panker (2,7 km²) liegt direkt am Meer. Hier ist Schießen auf Luftziele sowie Schießen mit Rohr- und Raketenartillerie auf Seeziele möglich.

## Truppenübungsplätze in Frankreich

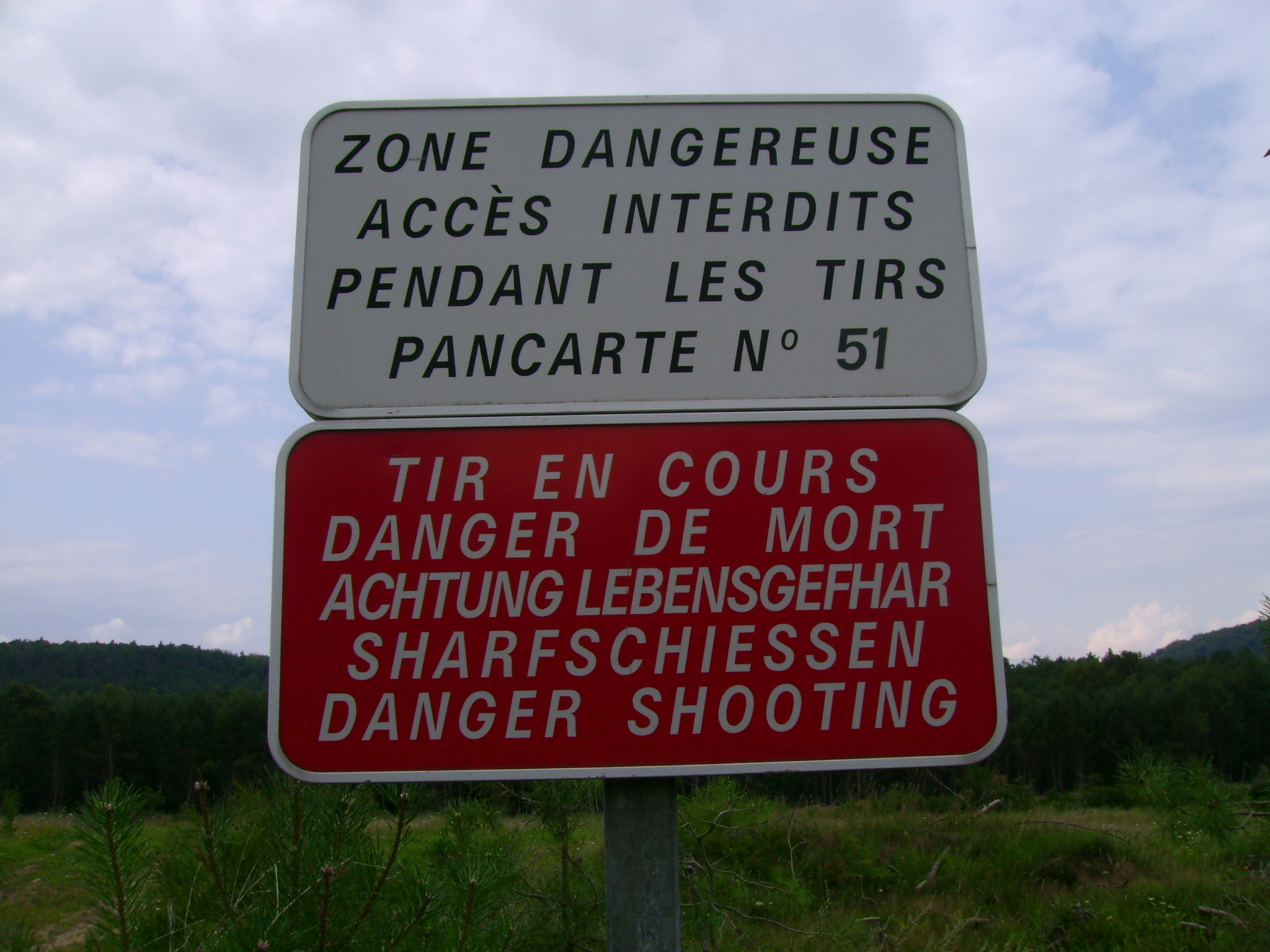
Warnschild am Rande des Camp militaire de Bitche

- Camp militaire de Bitche, Département Moselle, 34,68 km²
- Camp militaire de Canjuers, Département Var, 350,00 km²
- Camp militaire de Coëtquidan, Département Morbihan, 52,53 km²
- Camp militaire de La Courtine, Département Creuse, 63,00 km²
- Camp militaire de Mailly-le-Camp, Département Aube, Département Marne, 124,20 km²
- Camp militaire de Moronvilliers, Département Marne, 26,64 km²
- Camp militaire de Mourmelon, Département Marne, 90,91 km²
- Camp militaire d’Oberhoffen, Département Bas-Rhin, 8,87 km²
- Camp militaire de Sissonne, Département Aisne, 60,28 km²
- Camp militaire de Suippes, Département Marne, 139,22 km²
- Camp militaire du Valdahon, Département Doubs, 25,51 km²

## Truppenübungsplätze in Griechenland
- TrÜbPl Kreta

## Truppenübungsplätze in Großbritannien
- Salisbury Plain Training Area (SPTA), auf der Salisbury Plain in Wiltshire, 380 km²
- TrÜbPl Castlemartin in Pembrokeshire in Wales

## Truppenübungsplätze in Italien
- Teulada, Sardinien (80 km², daneben periodisch gesperrtes Seegebiet)
- Salto di Quirra, Sardinien (120 km², daneben periodisch gesperrtes Seegebiet)
- Torre di Nebbia (Murgia), Apulien (150 km² mit Nebenplätzen)
- Monte Romano, Latium (52 km²)
- Cellina-Meduna (Pordenone), Friaul-Julisch Venetien (20 km²)

## Truppenübungsplätze in Kanada
- Shilo (Manitoba), wurde von 1974 bis 2000 auch von der Bundeswehr genutzt.
- Land Force Atlantic Area Training Centre Aldershot, Kings County (Nova Scotia)
- Land Force Central Area Training Centre Meaford, Grey County (Ontario)

## Truppenübungsplätze in Lettland
- Truppenübungsplatz Ādaži bei Riga, Mittellettland

## Truppenübungsplätze in Litauen
- Truppenübungsplatz Gaižiūnai bei Jonava, Mittellitauen
- Truppenübungsplatz Kairiai bei Klaipėda, Westlitauen
- Truppenübungsplatz Kazlų Rūda bei Marijampolė, Südwestlitauen
- Truppenübungsplatz Pabradė bei Švenčionys, Ostlitauen
- Truppenübungsplatz Peleniai bei Kaunas, Mittellitauen
- Truppenübungsplatz Rūdninkai bei Vilnius, Ostlitauen

Stillgelegte Plätze
- Truppenübungsplatz Vismaliukai in Vilnius, Ostlitauen
- Truppenübungsplatz Švenčionėliai bei Švenčionys, Ostlitauen
- Truppenübungsplatz Nemirseta bei Klaipėda, Westlitauen
- Truppenübungsplatz Notiškė bei Kretinga, Westlitauen
- Truppenübungsplatz Alytus, Südlitauen
- Truppenübungsplatz Varėna, Südlitauen

## Truppenübungsplätze in Österreich
Burgenland
- Truppenübungsplatz Bruckneudorf

Durch eine königliche Schenkung im Jahre 1203 kam dieses Gebiet in den Besitz der Zisterzienser vom Stift Heiligenkreuz in Niederösterreich. Ohne Mitspracherecht der Bevölkerung verkaufte das Stift dieses Gebiet 1912 dem Militär und erhielt zusätzlich Waldgebiete in der Steiermark. Für Kaisersteinbruch, ein Zentrum der Steinmetzkunst und einer Wallfahrtskirche, begann eine militärische Geschichte, die eine Lager-Geschichte wurde. Bereits im Ersten Weltkrieg ein Kriegsgefangenenlager, im austrofaschistischen Ständestaat ein Anhaltelager und im Zweiten Weltkrieg eines der großen Kriegsgefangenenlager, das Stalag XVII A.
Kärnten
- GÜPl Bahnhofswald, Bleiburg
- GÜPl Obere Fellach, Villach
- TÜPl Glainach, Ferlach
- TÜPl Marwiesen, Feistritz an der Drau
- Wasserübungsplatz Villach

Niederösterreich

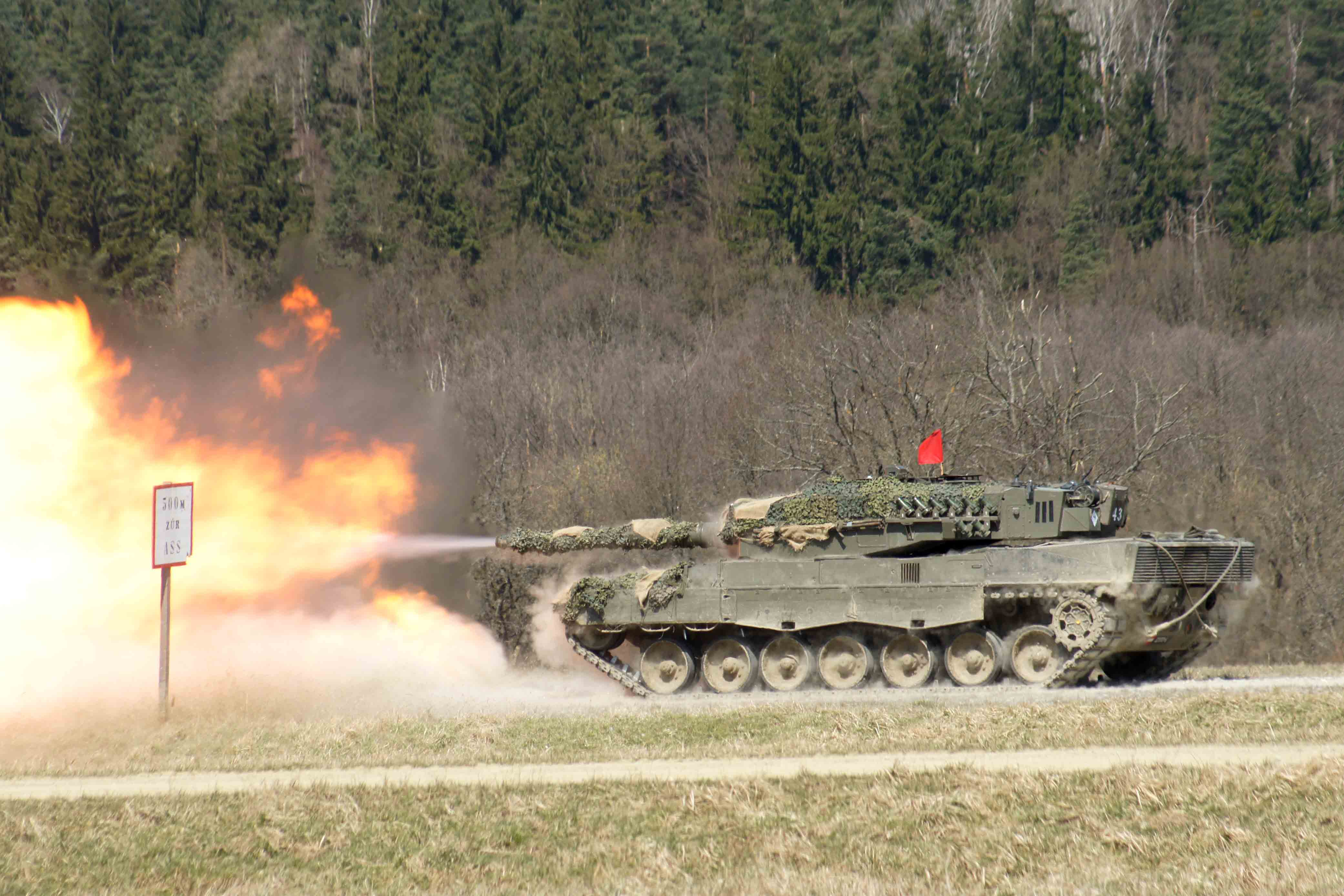
Leopard-2-Panzer des Bundesheers bei einer Übung am Truppenübungsplatz Allentsteig (2015)

- ABC- & KatHÜPL Tritolwerk, Eggendorf
- TÜPl Allentsteig (früher Döllersheim/Allentsteig)

Dieser Truppenübungsplatz wurde 1938 unter Absiedlung von Ortschaften angelegt, um für die Einheiten des Wehrkreises XVII Übungsraum bereitzustellen. Siehe dazu Liste der für die Schaffung des Truppenübungsplatzes Döllersheim ausgesiedelten Ansiedlungen
Bis heute nutzt das Österreichische Bundesheer dieses Gebiet als Truppenübungsplatz. Weiters wurde in der Zeit nach 1955 die Liechtenstein-Kaserne am Rand des Truppenübungsplatzes Allentsteig errichtet. Der größte Truppenübungsplatz Österreichs umfasst ca. 165 km².
- TÜPl Großmittel, Gemeinde Ebenfurth
- WÜPl Melk – Wasser-Übungsplatz an der Donau der Birago-Kaserne, „Melker Pioniere“, „Pionier-Hafen“

Oberösterreich
- TÜPl/GÜPl Treffling – Gründe ab 1938.[5] Gebiete im Bereich des TÜPl Treffling, in den Gemeinden Engerwitzdorf, Linz und Steyregg, wurden 2017 zum Sperrgebiet erklärt.[6]
- GÜPl Geyer, Sankt Peter bei Freistadt
- SPl Schießplatz Ramsau-Molln, nach 1945 eingerichtet durch die U.S.-Streitkräfte als Schießplatz Hopfing, heute für Infanteriewaffen[7]

Steiermark
- TÜPl Seetaler Alpen
- TÜPl Pöls (Bez. Graz-Umgebung)
- Schießplatz Feliferhof, am Steinberg, ehemals TÜPl der britischen Besatzer, heute denkmalgeschützt – gehört zur Belgier-Kaserne, Graz

Tirol
- TÜPl Hochfilzen,

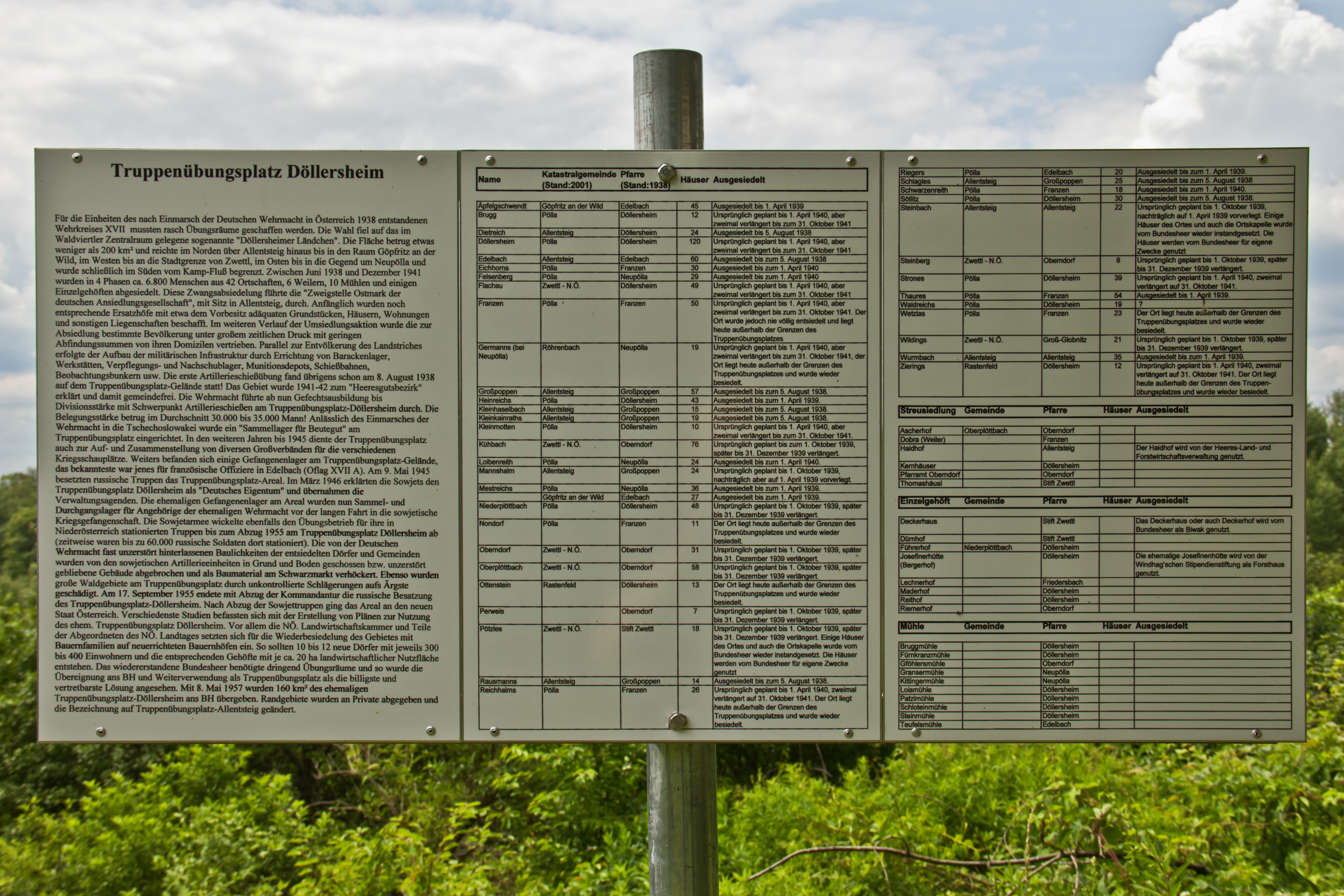
Ehem. Truppenübungsplatz Döllersheim, Erinnerungstafel für die 7000 Abgesiedelten

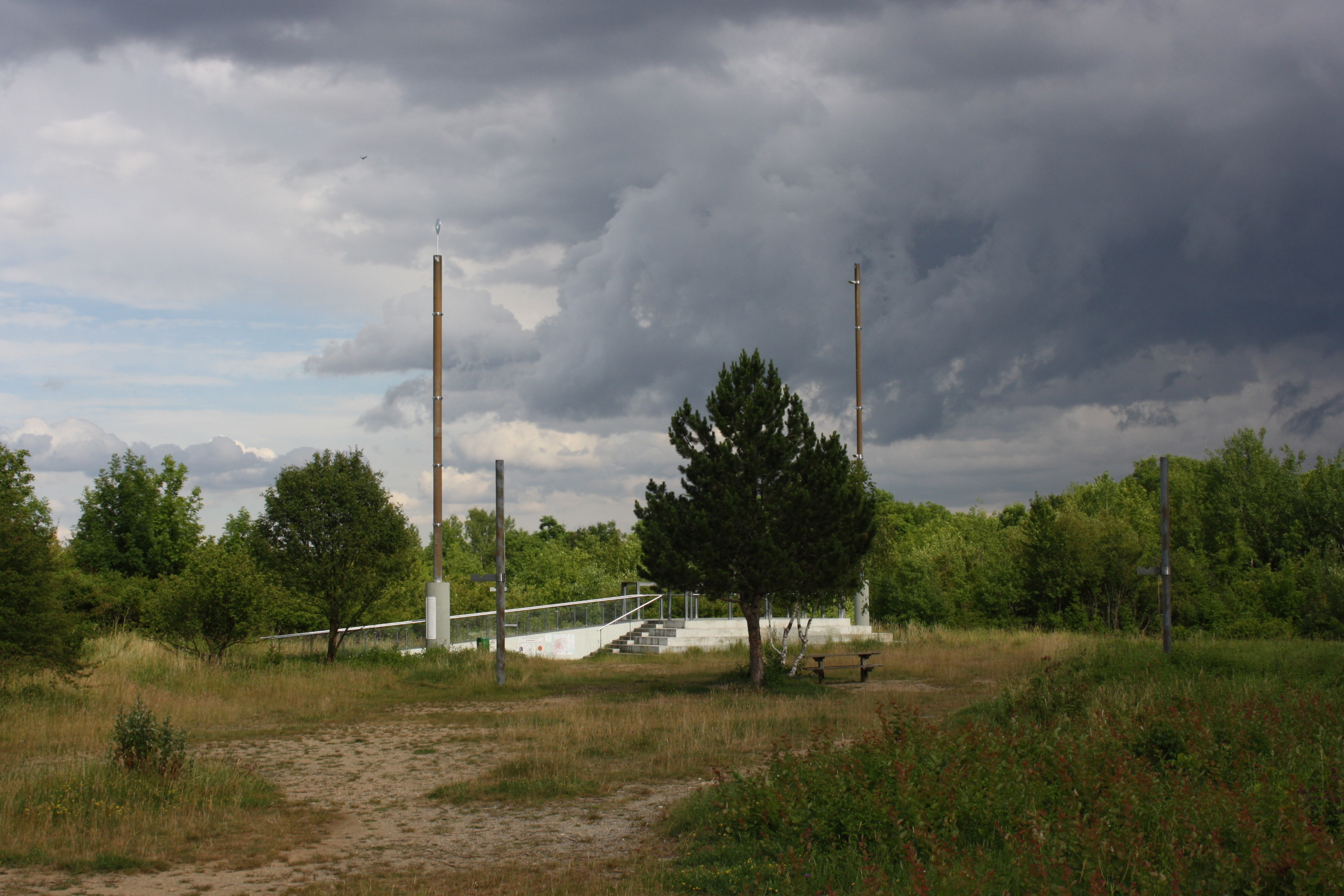
TÜPL Georgenberg, jetziger Sterngarten. Der Südmast (rechts) zeigt die Mittags-Sonne, der Nordmast den Polarstern

- TÜPl Lizum/Walchen, ca. 50 km²

Wien
- Schießplatz Kagran
- Schießplätze (Wien)

### Ehemalige Truppenübungsplätze in Österreich
- Truppenübungsplatz Döllersheim im nördlichen Waldviertel (Niederösterreich) aus der Zeit des „Dritten Reiches“. Vom früheren, sehr ausgedehnten militärischen Sperrgebiet dient heute ein Teil (150 km²) als Truppenübungsplatz Allentsteig. Zwischen Juni 1938 und Weihnachten 1942 wurden von den Nazi fast 7000 Einwohner ausgesiedelt.
- TÜPl Völtendorf (vulgo TÜPl St. Pölten) im niederösterreichischen Bezirk St. Pölten. Fläche 140 ha, erst 2019 rechtlich geklärt.[8]
- Areal der ehemaligen Luftnachrichtentruppen-Kaserne am Georgenberg (330 m) im Südwesten Wiens, Ortsteil Mauer. Die Bergkuppe liegt im äußersten Westen des 23. Wiener Gemeindebezirks Liesing. Am Nordhang wurde 1975 die Wotrubakirche errichtet, am früheren Übungsgelände auf der Kuppe 1998 der Sterngarten des österreichischen Astrovereins.

## Waffenplätze in der Schweiz

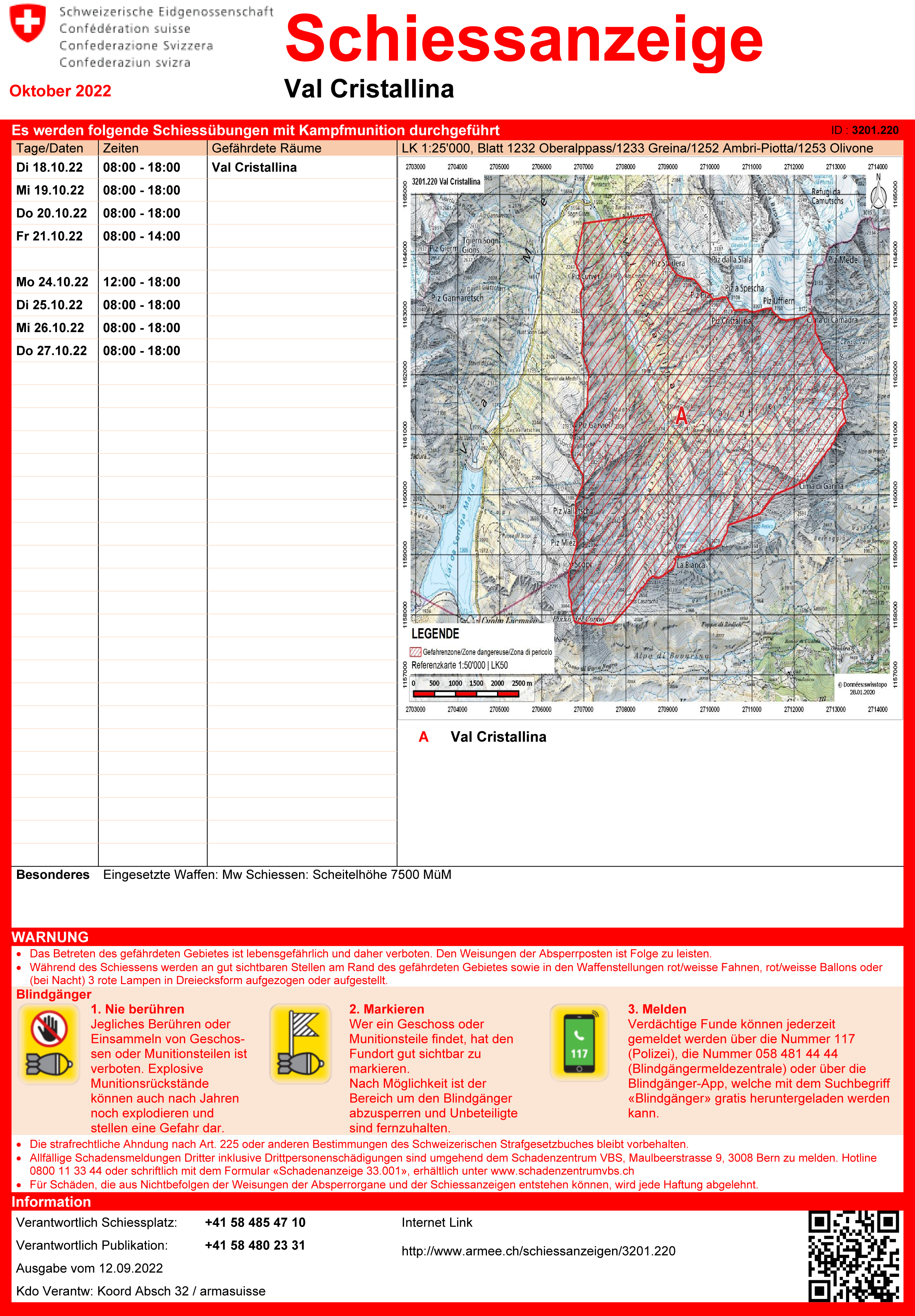
Schiessanzeige auf dem Schiessplatz Val Cristallina (2022)

Der Begriff „Truppenübungsplatz“ ist in der Schweiz nicht gebräuchlich – militärische Übungsgebiete werden „Waffenplatz“ genannt.
Es gibt eidgenössische und kantonale Waffenplätze. Im Jahre 1993 versuchte eine Initiative erfolglos (Nein: 55,3 % und 16 Stände), ihre Zahl auf 40 zu begrenzen. Im Jahre 2006 wurden jedoch trotzdem nur 39 Waffenplätze betrieben.
Folgende Waffen- und Schiessplätze werden in der Schweiz zurzeit betrieben:
- Waffenplatz Chamblon (VD), mit Ablegern in Vugelles, Le Day, Bretonnières und Les Rochat
- Waffenplatz Chur (Rossboden und Rheinsand)
- Waffenplatz Thun, der älteste Übungsplatz der Schweizer Armee. Abends und vor allem am Wochenende dient der Waffenplatz – mitsamt Panzerpisten und befestigten Wegen – als öffentlicher Park, der bei Joggern, Fahrradfahrern, Inlineskatern und Modellfliegern beliebt ist. Wegen der Blindgänger-Gefahr dürfen bestimmte Zonen nicht betreten werden. Ebenfalls befinden sich dort mehrere Fußballfelder, ein Baseballfeld und ein Segelflugplatz.[10]
- Waffenplatz Walenstadt (St. Luzisteig)
- Waffenplatz Herisau-Gossau
- Waffenplatz Bern (Sand), dient größtenteils zur Ausbildung von Armeetieren, Hufschmieden und Veterinärtruppen.
- Waffenplatz Bure, größtes Übungsgelände, größtenteils für Panzertruppen.
- Waffenplatz Moudon
- Schiessplatz Hinterrhein, vor allem für großkalibriges Schießen
- Waffenplatz Bière (VD)

Ausbildungszentrum für Artillerie.
- Schiessplatz Wichlen

Wie Hinterrhein: großkalibriges Schießen
- Waffenplatz Isone (TI), Ausbildung für Grenadiere und Fallschirmaufklärer

## Truppenübungsplätze in der Slowakei
In der Slowakei bestehen seit 2011 folgende fünf Truppenübungsplätze:
- Záhorie, Kuchyňa und Turecký Vrch im Militärgebiet Záhorie, Tiefland von Záhorie/Kleine Karpaten, Bratislavský kraj, 276,51 km²
- Lešť, Javorie/Karpfener Hochebene, Banskobystrický kraj, 145,59 km²
- Kamenica nad Cirochou im Militärgebiet Valaškovce, Vihorlatgebirge, Prešovský kraj, 119,23 km²

Ehemals: Javorina, Leutschauer Berge, Prešovský kraj, 316,24 km², zum 1. Januar 2011 aufgelöst

## Truppenübungsplätze in Tschechien
In der Tschechischen Republik bestehen seit 2016 folgende vier Truppenübungsplätze:
- Truppenübungsplatz Boletice, Böhmerwald, Südböhmen, 219,49 km²
- Truppenübungsplatz Březina, Drahaner Bergland, Mittelmähren, 158,17 km²
- Truppenübungsplatz Hradiště, Duppauer Gebirge, Nordböhmen, 331,61 km²
- Truppenübungsplatz Libavá Oderberge, Nordmähren, 238,13 km²

Ehemals: Truppenübungsplatz Brdy, Mittelböhmen, 260,18 km², zum 31. Dezember 2015 aufgelöst

## Ehemalige deutsche Truppenübungsplätze

### Auf dem Gebiet der heutigen Bundesrepublik Deutschland
| Baden-Württemberg |
| --- |
| Truppenübungsplatz Münsingen |
| Bayern |
| Truppenübungsplatz Lechfeld |
| Truppenübungsplatz Aschaffenburg |
| Siegenburg Range |
| Berlin |
| Truppenübungsplatz Tempelhofer Feld, ursprünglich bei Berlin, später Flughafengelände Berlin-Tempelhof |
| Brandenburg |
| Truppenübungsplatz Bad Liebenwerda, bei Hohenleipisch |
| Truppenübungsplatz Bad Saarow-Pieskow, bei Bad Saarow |
| Truppenübungsplatz Fürstenberg/Drögen, bei Fürstenberg/Havel |
| Truppenübungsplatz Tangersdorf, bei Tangersdorf |
| Truppenübungsplatz Streganz, bei Münchehofe |
| Truppenübungsplatz Hartmannsdorfer Heide, bei Spreenhagen |
| Truppenübungsplatz Wünsdorf, bei Wünsdorf |
| Truppenübungsplatz Müllrose-Dubrow, bei Dubrow |
| Truppenübungsplatz Kröchlendorff, bei Kröchlendorff |
| Truppenübungsplatz Schmachtenhagen, bei Schmachtenhagen in der Gemeinde Nordwestuckermark |
| Truppenübungsplatz Retzow, heute Ortsteil von Lychen |
| Truppenübungsplatz Storbeck, bei Storbeck-Frankendorf |
| Truppenübungsplatz Döberitz, bei Dallgow-Döberitz |
| SS-Truppenübungsplatz Kurmark, bei Lieberose |
| Truppenübungsplatz Forst Zinna bei Jüterbog-West |
| Truppenübungsplatz Heidehof bei Jüterbog-Ost |
| Truppenübungsplatz Wittstock, Landkreis Ostprignitz-Ruppin |
| Hamburg |
| Truppenübungsplatz Höltigbaum |
| Hessen |
| Truppenübungsplatz Griesheim bei Darmstadt |
| Truppenübungsplatz Orb, bei Bad Orb |
| Truppenübungsplatz Schwarzenborn, Nordhessen, wird seit 2014 als Standortübungsplatz genutzt |
| Mecklenburg-Vorpommern |
| Truppenübungsplatz Granzin-Adamsdorf, bei Granzin |
| Truppenübungsplatz Jägerbrück, Vorpommern (bei Torgelow) seit Ende 2014 Standortübungsplatz, wird 2016 als Truppenübungsplatz (mit scharfer Munition) reaktiviert |
| Truppenübungsplatz Jännersdorf, bei Marienfließ |
| Truppenübungsplatz Sundische Wiesen, bei Zingst |
| Truppenübungsplatz Fünfeichen, heute Ortsteil der Stadt Neubrandenburg |
| Truppenübungsplatz Ludwigsluster-Grabower Heide, bei Ludwigslust |
| Truppenübungsplatz Lübtheen 58 km², in West-Mecklenburg bei Lübtheen Eingerichtet durch die Wehrmacht und anschließend durch Kasernierte Volkspolizei und NVA genutzt. Ist inzwischen nicht nur die Bundeswehr, sondern auch durch Truppenteile verbündeter Streitkräfte und der Polizei genutzt worden. Am 13. Juni 2013 wurde der Platz offiziell außer Dienst gestellt. |
| Truppenübungsplatz „Tankodrom“ Parchim, nordwestlich von Parchim |
| Truppenübungsplatz Slater Tannen, bei Slate, heute Ortsteil von Parchim |
| Truppenübungsplatz Demener Räumde, bei Demen |
| Truppenübungsplatz Prora, bei Prora |
| Niedersachsen |
| Truppenübungsplatz Altenwalde |
| TrÜbPl Ehra-Lessien wurde im Sommer 2013 außer Dienst gestellt. |
| Truppenübungsplatz Neu Wulmstorf |
| Nordrhein-Westfalen |
| Truppenübungsplatz Friedrichsfeld, heute Stadtteil der Stadt Voerde |
| Truppenübungsplatz Haltern war unter britischer Verwaltung und wurde am 1. Juni 2015 aufgegeben. ist aus Sicherheitsgründen für die Öffentlichkeit weiterhin gesperrt. |
| Truppenübungsplatz Vogelsang, stand unter belgischer Verwaltung, und wurde am 31. Dezember 2005 aufgegeben. Heute ist dort der Nationalpark Eifel |
| Truppenübungsplatz Wahn, bei Köln-Wahnheide |
| Rheinland-Pfalz |
| Truppenübungsplatz Daaden, Westerwald. Der Truppenübungsplatz wurde zum Jahresende 2013 außer Dienst gestellt. |
| Sachsen |
| Truppenübungsplatz Königsbrück |
| Truppenübungsplatz Zeithain |
| Schleswig-Holstein |
| Standortübungsplatz Nordoe bei Breitenburg, siehe Binnendünen Nordoe |
| Truppenübungsplatz Lockstedt, bei Itzehoe |
| Truppenübungsplatz Jägerslust, bei Flensburg |
| Thüringen |
| Truppenübungsplatz Weberstedt, heute Teil des Nationalpark Hainich |
| Truppenübungsplatz Ohrdruf, heute Standortübungsplatz Gotha |

### In früheren deutschen Territorien und besetzten Gebieten Osteuropas
| Ostpreußen                                                      | Ostpreußen |
| --------------------------------------------------------------- | ---------- |
| Truppenübungsplatz Arys bei Arys (Kreis Johannisburg)           |            |
| Truppenübungsplatz Stablack im Stablack (Kreis Preußisch Eylau) |            |
| Truppenübungsplatz Allenstein, bei Allenstein                   |            |
| Truppenübungsplatz Nord bei Mielau                              |            |
| Pommern                                                         |            |
| Truppenübungsplatz Groß Born bei Groß Born                      |            |
| Schießplatz Rügenwalde-Bad, bei Darłowo (Rügenwalde)            |            |
| Westpreußen                                                     |            |
| Truppenübungsplatz Hammerstein bei Hammerstein                  |            |
| Truppenübungsplatz Graudenz, bei Graudenz                       |            |
| Truppenübungsplatz Danzig, bei Danzig                           |            |
| Truppenübungsplatz Gruppe bzw. Heidekraut in der Tucheler Heide |            |
| Truppenübungsplatz Kulm, bei Kulm                               |            |
| Truppenübungsplatz Rippin, bei Rippin                           |            |
| Truppenübungsplatz Schwetz, bei Schwetz                         |            |
| Truppenübungsplatz Thorn, bei Thorn                             |            |
| Truppenübungsplatz Putzig, bei Putzig                           |            |
| Truppenübungsplatz Lübbenberg, bei Konitz                       |            |
| SS-Truppenübungsplatz Westpreußen, bei Bruss                    |            |
| Schlesien                                                       |            |
| Truppenübungsplatz Lamsdorf bei Lamsdorf                        |            |
| Truppenübungsplatz Udetfeld bei Warthenau                       |            |
| Truppenübungsplatz Mechau, bei Guhrau                           |            |
| Truppenübungsplatz Neuhammer bei Neuhammer                      |            |
| Wartheland                                                      |            |
| Truppenübungsplatz Schrimm, bei Schrimm                         |            |
| Truppenübungsplatz Waldowsee bei Waldow                         |            |
| Truppenübungsplatz Schieratz bei Schieratz                      |            |
| Truppenübungsplatz Welun, bei Welun                             |            |
| Truppenübungsplatz Warthelager bei Posen                        |            |
| Elsaß-Lothringen                                                |            |
| Truppenübungsplatz Bitsch, bei Bitsch                           |            |
| Truppenübungsplatz Hagenau bei Hagenau                          |            |
| Truppenübungsplatz Oberhofen, bei Oberhofen an der Moder        |            |
| Eupen-Malmedy                                                   |            |
| Truppenübungsplatz Elsenborn bei Bütgenbach                     |            |
| Ostbrandenburg                                                  |            |
| Truppenübungsplatz Regenwurmlager, bei Meseritz                 |            |
| Truppenübungsplatz Meseritz, bei Meseritz                       |            |
| Reichsprotektorat Böhmen und Mähren                             |            |
| SS-Truppenübungsplatz Böhmen, bei Beneschau                     |            |
| Truppenübungsplatz Jungbunzlau, bei Jungbunzlau                 |            |
| Truppenübungsplatz Melnik, bei Melnik                           |            |
| Truppenübungsplatz Milowitz, bei Milowitz                       |            |
| Truppenübungsplatz Kammwald, bei Pibrans                        |            |
| Truppenübungsplatz Pardubitz, bei Pardubitz                     |            |
| Truppenübungsplatz Rokitzan, bei Rokitzan                       |            |
| Truppenübungsplatz Schlan, bei Schlan                           |            |
| Truppenübungsplatz Tabor, bei Tabor                             |            |
| Truppenübungsplatz Wischau, bei Wischau                         |            |
| Generalgouvernement Polen                                       |            |
| SS-Truppenübungsplatz Heidelager bei Blizna                     |            |
| Truppenübungsplatz Mitte bei Radom                              |            |
| Truppenübungsplatz Reichshof, bei Reichshof                     |            |
| Truppenübungsplatz Süd, bei Mielec                              |            |
| Truppenübungsplatz Rembertow, bei Warschau                      |            |
| Truppenübungsplatz Galizien, bei Lemberg                        |            |
| SS-Truppenübungsplatz Moorlager bei Białystok                   |            |
| Reichskommissariat Ostland                                      |            |
| SS-Truppenübungsplatz Seelager bei Dondangen                    |            |
| Deutsche Schutzzone, innerhalb der Slowakei                     |            |
| Truppenübungsplatz Kleine Karpaten, bei Malacky                 |            |